# Nirripirti
Nirripirti is een geslacht van kevers uit de familie  waterroofkevers (Dytiscidae).
Het geslacht is voor het eerst wetenschappelijk beschreven in 2001 door Watts & Humphreys.

## Soorten
Het geslacht omvat de volgende soorten:
- Nirripirti arachnoides Watts & Humphreys, 2004
- Nirripirti bulbus Watts & Humphreys, 2004
- Nirripirti byroensis Watts & Humphreys, 2004
- Nirripirti copidotibiae Watts & Humphreys, 2004
- Nirripirti darlotensis Watts & Humphreys, 2003
- Nirripirti dingbatensis Watts & Humphreys, 2004
- Nirripirti eurypleuron Watts & Humphreys, 2004
- Nirripirti fortisspina Watts & Humphreys, 2003
- Nirripirti hamoni Watts & Humphreys, 2003
- Nirripirti hinzeae Watts & Humphreys, 2001
- Nirripirti innouendyensis Watts & Humphreys, 2004
- Nirripirti killaraensis Watts & Humphreys, 2003
- Nirripirti macrocephalus Watts & Humphreys, 2003
- Nirripirti macrosturtensis Watts & Humphreys, 2006
- Nirripirti megamacrocephalus Watts & Humphreys, 2006
- Nirripirti melroseensis Watts & Humphreys, 2003
- Nirripirti mesosturtensis Watts & Humphreys, 2006
- Nirripirti microsturtensis Watts & Humphreys, 2006
- Nirripirti milgunensis Watts & Humphreys, 2003
- Nirripirti napperbyensis Watts & Humphreys, 2003
- Nirripirti newhavenensis Watts & Humphreys, 2003
- Nirripirti pentameres Watts & Humphreys, 2003
- Nirripirti plutonicensis Watts & Humphreys, 2003
- Nirripirti septum Watts & Humphreys, 2006
- Nirripirti skaphites Watts & Humphreys, 2003
- Nirripirti stegastos Watts & Humphreys, 2003
- Nirripirti tetrameres Watts & Humphreys, 2006
- Nirripirti verrucosus Watts & Humphreys, 2004
- Nirripirti wedgeensis Watts & Humphreys, 2003